# Greg Minnaar
Greg Minnaar (Pietermaritzburg, 13 november 1981) is een Zuid-Afrikaans mountainbiker, gespecialiseerd in de downhill-discipline waar hij meerdere resultaten behaalde.
Deze wedstrijden zijn individuele afdalingen tegen de klok. De 4 X worden verreden in manches van 4 deelnemers.

## Palmares
WK downhill

- Wereldkampioen in 2003, 2012, 2013 en 2021
- 2004, 2006, 2009 en 2015
- 2001, 2005 en 2010

Wereldbeker downhill

- 9e in 2000
- in 2001 (winnaar van 1 wedstrijd)
- 9e in 2002
- 4e in 2003 (1 wedstrijd)
- 9e in 2004 (1 wedstrijd)
- in 2005 (3 wedstrijden)
- in 2006
- in 2008 (3 wedstrijden)
- in 2009 (3 wedstrijden)
- in 2010 (2 wedstrijden)
- in 2011 (2 wedstrijden)
- in 2012

Norba

In 2003 en 2004 won hij het NORBA-kampioenschap, een competitie in de Verenigde Staten.